# Lets Go
Lets Go (estilizado, #LETSGO ) es un álbum en vivo de Planetshakers. Planetshakers Ministries International y el sello Integrity lanzaron el álbum el 11 de septiembre de 2015. Se trabajó con Joshua Brown, Russell Evans, y Mike Pilmer, en la producción de este álbum. 

## Premios y reconocimientos
Este álbum se ubicó en el número 18, de la revista Worship Leader's (Magazine) en la lista de los 20 mejores álbumes del 2015.
El video de la canción "Letsgo" fue nominado por los premios GMA Dove Awards en la categoría "Video Musical En Formato Largometraje" del año 2015 en la 47a entrega anual de los premios GMA Dove.

## Lista de canciones
| No.             | Título                   | Escritor(es)                    | Duración |
| --------------- | ------------------------ | ------------------------------- | -------- |
| 1.              | "Intro"                  |                                 | 2:44     |
| 2.              | "#LETSGO"                | Sam Evans, Joth Hunt            | 4:04     |
| 3.              | "Nobody like You"        | Andy Harrison, Hunt             | 3:40     |
| 4.              | "All about You"          | Hunt                            | 3:40     |
| 5.              | "Home"                   | Israel Houghton, B.J. Pridham   | 5:00     |
| 6.              | "Just One Touch"         | Hunt, Pridham                   | 6:26     |
| 7.              | "Stepping In"            | Harrison, Hunt, Pridham         | 5:57     |
| 8.              | "Glorious Collision"     | Hunt                            | 3:44     |
| 9.              | "Born to Praise"         | Evans, Josh Ham, Harrison, Hunt | 3:38     |
| 10.             | "Perfect Love"           | Harrison, Hunt                  | 4:04     |
| 11.             | "New Era"                | Ham, Harrison, Hunt, Pridham    | 3:51     |
| 12.             | "All Hail"               | Evans, Harrison, Hunt           | 8:32     |
| 13.             | "Love of My Life"        | Harrison, Hunt                  | 5:47     |
| 14.             | "Jesus Is Lord (Prayer)" |                                 | 4:22     |
| 15.             | "I Just Want You"        | Hunt                            | 4:50     |
| Total duración: | Total duración:          | Total duración:                 | 70:19    |

## Posición en listas
| Lista (2015)                        | Máxima posición |
| ----------------------------------- | --------------- |
| Australian Independent Albums (AIR) | 1               |
| Heatseekers Albums (Billboard)      | 6               |
| Christian Albums (Billboard)        | 15              |
| Christian Albums Sales (Billboard)  | 15              |
| ARIA Top 50 Albums Chart            | 28              |
| Independent Albums (Billboard)      | 31              |